# Форум (кинотеатр, Москва)
«Фо́рум» — бывший кинотеатр в Москве, один из трёх первых «электротеатров» Москвы наряду с «Художественным» и «Колизеем».

## История
Построен в 1914 году по заказу состоятельной мещанки Матрёны Степановой архитектором Ф. Н. Кольбе в неоклассическом стиле.
После Октябрьской революции был национализирован.
В советское время «Форум» был одним из популярных центров культурной жизни Москвы: его зрительный зал вмещал около 800 зрителей, также здесь находился популярный среди московской богемы ресторан, в котором выступала Клавдия Шульженко
. В конце 1960-х годов здесь прошел первый в СССР публичный показ фильма Федерико Феллини «Восемь с половиной».
Последний киносеанс в «Форуме» состоялся 24 сентября 1994 года.

## Архитектура
Северный монументальный фасад, обращенный в сторону Садового кольца, украшен колоннадой ионического ордера и изящными барельефами на античные батальные темы. Общий характер здания напоминает городской усадебный дом, сомасштабный существовавшей здесь ранее застройке. В фойе кинотеатра висели уникальные хрустальные люстры, выбранные первым хозяином. В интерьерах фрагментарно сохранялся авторский декор.

## Современное состояние

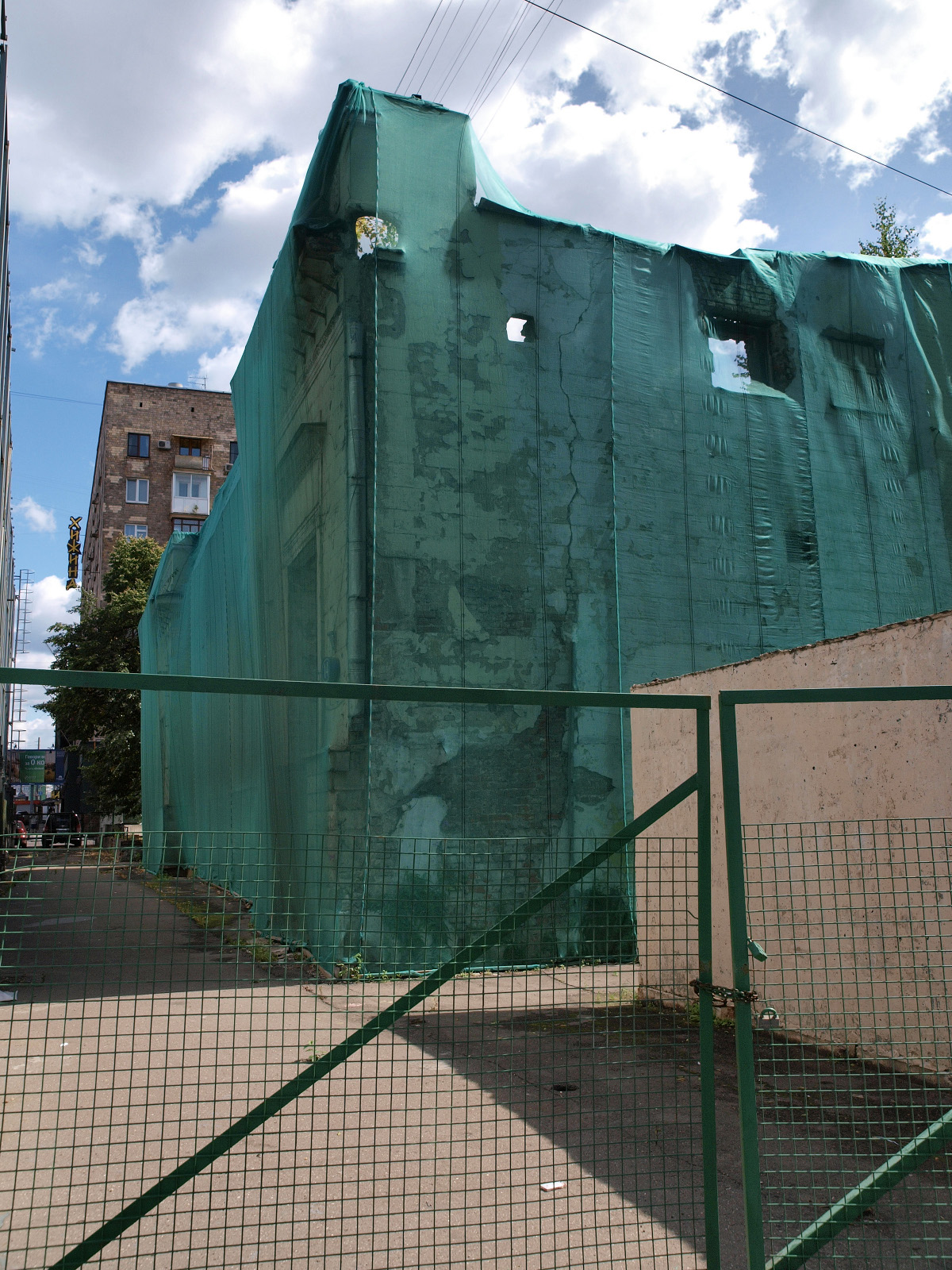
Здание кинотеатра в 2009 году

В 1994 году кинотеатр как муниципальное предприятие был ликвидирован распоряжением мэра Москвы Ю. М. Лужкова, его здание передано в аренду на 25 лет частному предприятию «Алла», принадлежащему певице А. Б. Пугачевой, для создания культурного центра. Центр не был создан, здание переходило из рук в руки и пришло в полный упадок.
В 2002 году в здании произошёл пожар, после которого разрушение вошло в активную фазу. Руинированный остов затянули сеткой. Уцелевший фрагмент — главный фасад с «входной группой» — в 2013 году был признан памятником регионального значения. Зрительный зал снесён до основания и включен не в предмет охраны, а лишь в охранную зону памятника.
Существует проект реконструкции (Бюро «Меганом»), предложенный частной компании (ООО «Динвест»/Rose Group), предполагающий сохранение функции, реставрацию уцелевшей части, воссоздание фойе и утраченных стен периметра. В дополнение к главному кинозалу запланировано ещё несколько залов в подземном уровне, а также парковка. Проект прошёл ряд согласований; завершение работ было намечено на конец 2016 — начало 2017 годов.
Летом 2016 года здание разбирали ручным способом; по состоянию на февраль 2017 года здание кинотеатра полностью разобрано. Свой 101-й день рождения здание одного из старейших кинотеатров Москвы встретило в руинах. 11 июля 2017 года по инициативе штаба «Вместе на Мещанке», борющегося за восстановление кинотеатра «Форум», был проведён арт-пикет, начат сбор подписей жителей района под письмом к главному архитектору Москвы. В октябре 2017 года Департамент культурного наследия города Москвы подал иск в Арбитражный суд об изъятии у собственника здания бывшего кинотеатра «Форум» — объекта культурного наследия. В Rose Group, однако, уверяют, что «все обязательства, связанные с владением объектом культурного наследия, исполняются».
В январе 2018 года определением Арбитражного суда города Москвы утверждено мировое соглашение сторон. При этом ответчик (ООО «Динвест») обязан: в течение 12 месяцев со дня утверждения мирового соглашения судом разработать проект по сохранению ОКН (включая проект приспособления для современного использования) и согласовать в установленном порядке; выполнить работы по сохранению ОКН (включая работы по приспособлению) по согласованному проекту в течение 18 месяцев, следующих за датой исполнения первого условия. В начале 2019 года Департаментом культурного наследия города Москвы согласован проект реставрации, которая началась в марте 2021 года.